# Pîsarivka, Mirhorod
Pîsarivka (în ucraineană Писарівка) este un sat în comuna Cerkașceanî din raionul Mirhorod, regiunea Poltava, Ucraina.

## Demografie
Componența lingvistică a localității Pîsarivka
     Ucraineană (99,49%)
     Alte limbi (0,51%)
Conform recensământului din 2001, majoritatea populației localității Pîsarivka era vorbitoare de ucraineană (99,49%), existând în minoritate și vorbitori de alte limbi.